# Cryptocarya elongata
Cryptocarya elongata är en lagerväxtart som beskrevs av André Joseph Guillaume Henri Kostermans. Cryptocarya elongata ingår i släktet Cryptocarya och familjen lagerväxter. Inga underarter finns listade i Catalogue of Life.